# 倉亭の戦い
倉亭の戦い（そうていのたたかい）は、中国の後漢の末期、201年に曹操と袁紹の間に起こった戦いである。

## 背景
200年、群雄の一人であった曹操は、最大の敵であった袁紹と官渡で戦い、これに大勝した（官渡の戦い）。
『三国志』魏志「武帝紀」によると、翌年の201年に、曹操が黄河のほとりに軍をすすめ、倉亭（現在の山東省聊城市陽穀県）の袁紹の軍を破ったとある。袁紹は離散させた軍を集め直し、各地の反乱の鎮圧にあたった（魏志「武帝紀」）。袁紹は、反乱の鎮圧に成功したものの、202年に憂悶のうちに死去したとある（魏志「袁紹伝」）。魏志「武帝紀」では、袁紹は敗北の後に発病し血を吐いて死去したとある。
袁紹はこれより前、曹操の後方を撹乱するために劉備を汝南に派遣していたが、倉亭で勝利し許都に帰還した曹操が劉備を攻撃すると聞いた劉備は荊州の劉表を頼り落ち延び、劉備の同盟者であった龔都の勢力は散り散りとなった（魏志「武帝紀」、蜀志「先主伝」）。
なお、魏志「荀彧伝」では201年に、曹操が兵糧不足を理由に袁紹との決戦を避け、袁紹が敗戦から立ち直らないうちに劉表を討伐しようと荀彧に相談を持ちかけた記録があるが、倉亭の戦いとの前後関係は不明。

## 三国志演義
『三国志演義』では、この戦いは華北での曹操と袁紹の力関係を逆転させた戦いと位置づけられており、その後の袁一族の没落を決定づけ、曹操は華北統一への道を突き進むこととなる。
官渡の戦いで敗北した袁紹は、各地で刺史を務めていた息子達を呼び寄せ軍を集め再び曹操との決戦に臨んだ。彼は30万の大軍を率いて倉亭に着陣。曹操も軍勢を率いて進軍してきた。
初戦では袁紹の三男の袁尚が曹操の配下の将の徐晃の部下であり槍の使い手であった史渙と一騎討ちをし、これを討ち取ったこともあって袁紹軍が勝利している。一騎討ちの詳細は袁尚が史渙に対して偽って敗走し、相手が追ってきたところを尻目を向いて矢を放ちこれが史渙の左目に命中したということである。この後も袁紹軍は曹操軍に対し勝利を重ねていった。
連日のように敗北をする様子を見た曹操は謀士の程昱と荀攸のすすめで「十面埋伏の計」を実行した。まず、軍を黄河の前まで退却させた。そして10の部隊を編成し、配下の将の許褚に別の軍勢を預け夜襲をさせた。一方袁紹は官渡での敗戦に懲りたのか慎重に軍を進めていたが敵が夜襲を仕掛けてきたためこれに応戦、敵を蹴散らし、さらに追撃を加えた。しかしこれは袁紹軍の陣形を乱すための曹操の策であった。袁紹軍はまんまとこの策にはまり、陣形が乱れたところを曹操がかねてから配置していた10の部隊によって壊滅してしまったのである。またこの後の敗走の際に、次男の袁煕と甥の高幹が重傷を負った。このとき袁紹に付き従ったものはわずか1万しかいなかった。そして袁紹は必死の逃亡の末に吐血して死亡した。